# Pływanie na Letnich Igrzyskach Olimpijskich 1964 – 4 × 200 m stylem dowolnym mężczyzn
Sztafeta 4 × 200 m stylem dowolnym mężczyzn – jedna z konkurencji pływackich rozgrywanych podczas XVIII Igrzysk Olimpijskich w Tokio. Eliminacje odbyły się 17 października, a finał 18 października 1964 roku.
W finale zwyciężyli Amerykanie. Sztafeta w składzie: Stephen Clark (2:00,0), Roy Saari (1:58,1), Gary Ilman (1:58,4), Don Schollander (1:55,6) o ponad dziewięć sekund poprawiła rekord świata, uzyskawszy czas 7:52,1. Srebro wywalczyli reprezentanci Niemiec (7:59,3), a brąz zdobyli pływacy z Japonii (8:03,8).

## Rekordy
Przed zawodami rekord świata i rekord olimpijski wyglądały następująco:
| Rekord            | Reprezentacja | Czas   | Miejsce     | Data             |       |
| ----------------- | --- | ------ | ----------- | ---------------- | ----- |
| Rekord świata     | Stany Zjednoczone · Bill Mettler · Don Schollander · Mike Wall · Dave Lyons                                           | 8:01,8 | Los Angeles | 28 września 1964 | [ 1 ] |
| Rekord olimpijski | Stany Zjednoczone · George Harrison (2:03,4) · Richard Blick (2:01,9) · Michael Troy (2:02,9) · Jeff Farrell (2:02,0) | 8:10,2 | Rzym        | 1 września 1960  | [ 2 ] |

W trakcie zawodów ustanowiono następujące rekordy:
| Data            | Etap konkurencji      | Reprezentacja | Czas   | Rekord |
| --------------- | --------------------- | --- | ------ | ------ |
| 17 października | wyścig eliminacyjny 1 | Wspólna Reprezentacja Niemiec Horst-Günther Gregor (2:03,1) Gerhard Hetz (2:02,9) Frank Wiegand (2:01,8) Hans-Joachim Klein (2:01,9) | 8:09,7 | OR     |
| 17 października | wyścig eliminacyjny 2 | Stany Zjednoczone · Bill Mettler (2:02,6) · Dave Lyons (2:02,8) · Mike Wall (2:01,8) · Ed Townsend (2:01,8)                          | 8:09,0 | OR     |
| 18 października | finał                 | Stany Zjednoczone · Stephen Clark (2:00,0) · Roy Saari (1:58,1) · Gary Ilman (1:58,4) · Don Schollander (1:55,6)                     | 7:52,1 | WR     |

## Wyniki

### Eliminacje
| Miejsce | Wyścig | Tor | Państwo                       | Zawodnicy | Czas   | Uwagi |
| ------- | ------ | --- | ----------------------------- | --- | ------ | ----- |
| 1.      | 2      | 3   | Stany Zjednoczone             | Bill Mettler (2:02,6) Dave Lyons (2:02,8) Mike Wall (2:01,8) Ed Townsend (2:01,8)                                  | 8:09,0 | Q,    |
| 2.      | 1      | 2   | Wspólna Reprezentacja Niemiec | Horst-Günther Gregor (2:03,1) Gerhard Hetz (2:02,9) Frank Wiegand (2:01,8) Hans-Joachim Klein (2:01,9)             | 8:09,7 | Q     |
| 3.      | 2      | 6   | Szwecja                       | Jan Lundin (2:01,9) Lester Eriksson (2:03,8) Hans Rosendahl (2:02,5) Mats Svensson (2:02,1)                        | 8:10,3 | Q     |
| 4.      | 1      | 7   | Japonia                       | Makoto Fukui (2:02,6) Kunihiro Iwasaki (2:02,7) Toshio Shoji (2:01,9) Tsuyoshi Yamanaka (2:03,2)                   | 8:10,4 | Q     |
| 5.      | 1      | 3   | ZSRR                          | Siemion Belitz-Geiman (2:02,3) Władimir Bieriezin (2:04,1) Aleksandr Paramonow (2:04,1) Jewgienij Nowikow (2:04,0) | 8:14,5 | Q     |
| 6.      | 2      | 8   | Francja                       | Pierre Canavèse (2:04,1) Jean-Pascal Curtillet (2:03,2) Francis Luyce (2:04,5) Alain Gottvallès (2:05,2)           | 8:17,0 | Q     |
| 7.      | 1      | 1   | Włochy                        | Bruno Bianchi (2:04,2) Giovanni Orlando (2:05,9) Pietro Boscaini (2:05,4) Sergio De Gregorio (2:02,3)              | 8:17,8 | Q     |
| 8.      | 2      | 4   | Australia                     | Peter Doak (2:03,7) John Konrads (2:02,8) John Ryan (2:07,4) David Dickson (2:04,4)                                | 8:18,3 | Q     |
| 9.      | 1      | 5   | Kanada                        | Ron Jacks (2:06,3) Ralph Hutton (2:05,3) Daniel Sherry (2:05,2) Sandy Gilchrist (2:05,4)                           | 8:22,2 |       |
| 10.     | 2      | 2   | Finlandia                     | Ilkka Suvanto (2:05,6) Hannu Vaahtoranta (2:07,6) Tuomo Hämäläinen (2:06,3) Matti Kasvio (2:03,8)                  | 8:23,3 |       |
| 11.     | 2      | 1   | Węgry                         | Gyula Dobay (2:02,8) Csaba Ali (2:08,1) György Kosztolánczy (2:08,0) József Katona (2:05,5)                        | 8:24,4 |       |
| 12.     | 1      | 8   | Holandia                      | Johan Bontekoe (2:02,2) Jan Jiskoot (2:07,8) Ron Kroon (2:07,2) Bert Sitters (2:10,5)                              | 8:27,7 |       |
| 13.     | 2      | 5   | Wielka Brytania               | John Martin-Dye (2:05,5) John Thurley (2:09,7) Bob Lord (2:06,3) Bob McGregor (2:09,4)                             | 8:30,9 |       |
| 14.     | 2      | 7   | Hiszpania                     | Juan Fortuny (2:06,7) Miguel Torres (2:09,0) Antonio Pérez (2:08,7) Antonio Codina (2:08,2)                        | 8:32,6 |       |
| 15.     | 1      | 6   | Meksyk                        | Rafael Hernández (2:12,5) Guillermo Echevarría (2:10,5) Alfredo Guzmán (2:17,0) Salvador Ruíz (2:10,3)             | 8:50,3 |       |

### Finał
| Miejsce | Tor | Państwo                       | Zawodnicy | Czas   | Uwagi |
| ------- | --- | ----------------------------- | --- | ------ | ----- |
| 1. !    | 4   | Stany Zjednoczone             | Stephen Clark (2:00,0) Roy Saari (1:58,1) Gary Ilman (1:58,4) Don Schollander (1:55,6)                             | 7:52,1 | WR    |
| 2. !    | 5   | Wspólna Reprezentacja Niemiec | Horst-Günther Gregor (2:02,0) Gerhard Hetz (2:01,8) Frank Wiegand (1:57,6) Hans-Joachim Klein (1:57,9)             | 7:59,3 |       |
| 3. !    | 6   | Japonia                       | Makoto Fukui (2:00,5) Kunihiro Iwasaki (2:01,1) Toshio Shoji (2:01,7) Yukiaki Okabe (2:00,5)                       | 8:03,8 |       |
| 4.      | 8   | Australia                     | David Dickson (2:02,2) Allan Wood (2:01,7) Peter Doak (2:03,1) Bob Windle (1:58,7)                                 | 8:05,7 |       |
| 5.      | 3   | Szwecja                       | Mats Svensson (2:01,8) Lester Eriksson (2:03,2) Hans Rosendahl (2:03,3) Jan Lundin (1:59,7)                        | 8:08,0 |       |
| 6.      | 7   | Francja                       | Jean-Pascal Curtillet (2:02,7) Pierre Canavèse (2:02,8) Francis Luyce (2:02,0) Alain Gottvallès (2:01,2)           | 8:08,7 |       |
| 7.      | 2   | ZSRR                          | Siemion Belitz-Geiman (2:02,7) Władimir Bieriezin (2:03,6) Aleksandr Paramonow (2:04,8) Jewgienij Nowikow (2:04,0) | 8:15,1 |       |
| 8.      | 1   | Włochy                        | Sergio De Gregorio (2:03,3) Bruno Bianchi (2:03,4) Giovanni Orlando (2:06,4) Pietro Boscaini (2:05,0)              | 8:18,1 |       |